# Carex echinata
La carice stellata (Carex echinata Murray) è una pianta della famiglia delle Ciperacee.

## Descrizione

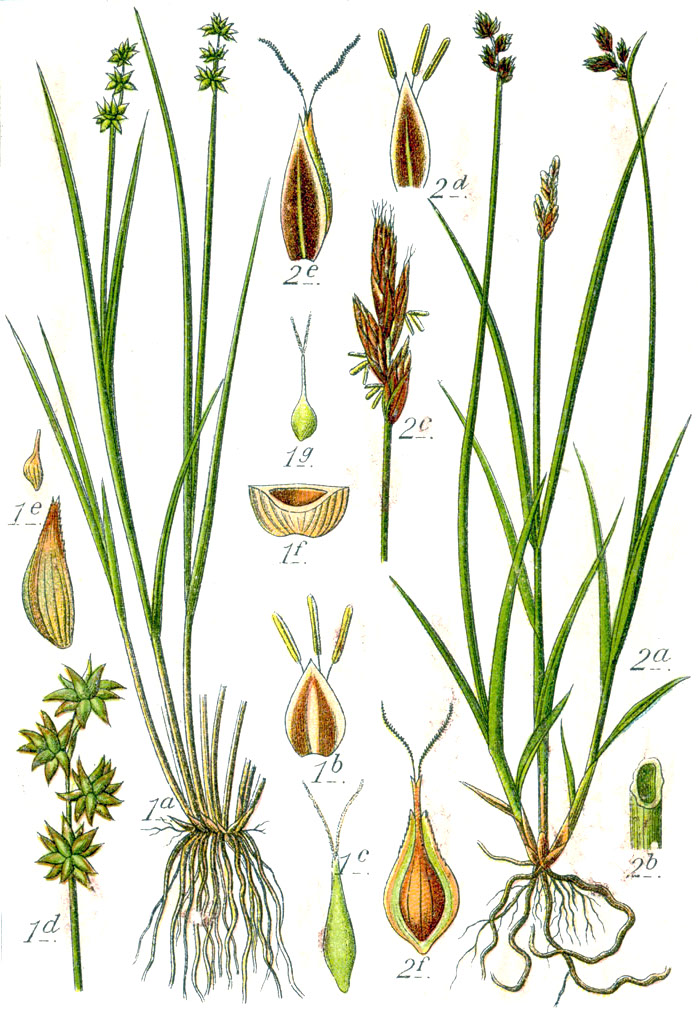